# Enkel modul
En enkel modul är inom ringteori en (vänster- eller höger)modul som har exakt två delmoduler, nämligen hela modulen och nollmodulen. Eftersom den alltså inte har någon icke-trivial delmodul, kallas den "enkel" i betydelsen "inte sammansatt".
Varje nollskilt element i en enkel modul genererar hela modulen. Om nämligen till exempel M är en enkel vänstermodul över den unitära ringen A, och x ≠ 0 är ett element i M, så är Ax = { ax : a ∈ A } en nollskild delmodul av M. Eftersom M enligt antagandet inte har några andra delmoduler än 0 och M själv, måste Ax = M, det vill säga, x genererar hela M. Speciellt är varje enkel modul en cyklisk modul, men omvändningen gäller i allmänhet inte.

## Exempel
Ett linjärt rum är enkelt (som modul över sin kropp av skalärer) precis om det är endimensionellt. En abelsk grupp är enkel som modul över Z precis om den är enkel som grupp, och det är en abelsk grupp precis om den är en ändlig grupp av primtalsordning.

## Egenskaper
En modul är enkel precis om den har den ändliga längden 1. Detta är en omedelbar följd av definitionerna.
Varje enkel modul är indekomposabel, men omvändningen gäller i allmänhet inte. Exempelvis är en cyklisk grupp indekomposabel precis om dess ordning är en potens av ett primtal, så den cykliska gruppen av ordning 4 är inte en direkt summa av två äkta delmoduler, men är ändå inte enkel.
Det finns moduler som saknar enkla delmoduler, exempelvis Z betraktad som modul över sig själv, eftersom den saknar delgrupper av primtalsordningar; se ovan.
Om S är en enkel modul och f : S→T är en modulhomomorfi, så är f antingen nollhomomorfin eller injektiv. Detta beror på att kärnan för f är en delmodul av S, och alltså definitionsmässigt antingen hela S eller 0. Om T också är en enkel modul, så måste f antingen vara noll eller en isomorfi, eftersom bilden av f är en delmodul av T och alltså antingen 0 eller hela T. Sammantaget visar detta att endomorfiringen till en enkel modul alltid är en skevkropp. Detta resultat är känt som Schurs lemma.
Omvändningen till Schurs lemma gäller i allmänhet inte. Exempelvis är talområdet Q inte enkel som abelsk grupp (det vill säga som Z-modul), men dess endomorfiring är isomorf med kroppen Q.